# Christina Karliczek

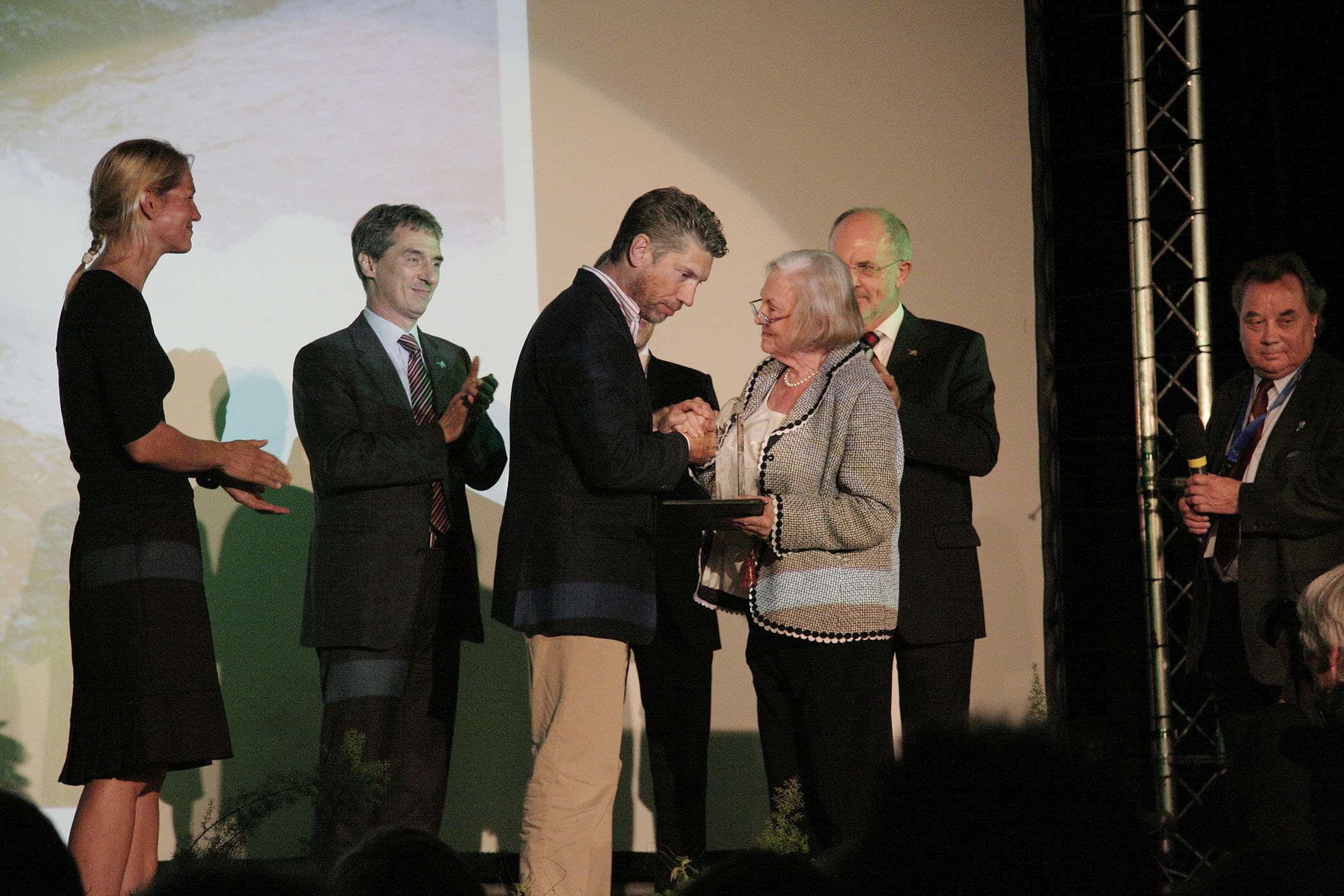
Christina Karliczek (links) bei der Verleihung des Heinz-Sielmann-Preises (2009)

Christina Karliczek Skoglund (* 1977 in Groningen, Niederlande) ist eine niederländisch-deutsche Dokumentarfilmerin, Autorin und Spezialistin für Unterwasserkamera und Tierfilm.

## Leben
Christina Karliczek Skoglund begann ihre Karriere 1997 mit Praktika in der Filmproduktion, gefolgt von einer Ausbildung als Mediengestalterin Bild/Ton beim Auslandssender Deutsche Welle TV im Jahr 2001 in Berlin.
Einige Jahre reiste sie als Assistentin und später Kamerafrau für Fernsehdokus, Reportagen und Werbefilme immer weiter um die Welt.
2005 hat sich Karliczek vollständig auf Unterwasserkamera spezialisiert. Sie dreht u. a. für die NDR-Reihe Expeditionen ins Tierreich , ARD Erlebnis Erde und internationale Co-Produktionen mit BBC, National Geographic und CuriosityStream. Die zertifizierte Höhlen- und Eistaucherin ist für zahlreiche Tierfilme rund um den Globus abgetaucht und dreht auch an Land in extremen Regionen wie der Arktis, dem Regenwald Afrikas oder den Gipfeln des Himalayas.
Heute ist sie eine der wenigen Kamerafrauen im Genre Tierfilm in Deutschland.
Mit zwei Geschichten über Meerestiere debütierte Karliczek auch als Co-Autorin und Regisseurin: Mondfische – Rätselhafte Giganten und Abenteuer Mittelmeer – Auf der Spur der Mönchsrobben.
2008 wagte sie sich in ein weiteres Extrem: Durch den dichten Dschungel Zentralafrikas sollte sie für die familienporträtierende Dokumentation Angelique und die Gorillas einer Gruppe von Flachlandgorillas über drei Jahre folgen.
Auch der 2009 mit dem Heinz-Sielmann-Preis ausgezeichnete Film Eisbären können nicht weinen – Die Arktis im Klimawandel trägt ihre filmische Handschrift.
Als Kamerafrau war sie außerdem beim Green Screen Preis Beste Kamera für Wildes Neuseeland – Im Reich der Extreme in 2017 sowie der Nominierung für den Emmy Outstanding Cinematography beteiligt.
Mit Haie eiskalt!, einem Film über Haie der kälteren Gewässer, zeigte Christina Karliczek 2020 ihr Debüt als Produzentin und alleinige Regisseurin. Vier Jahre später folgte ihre Produktion Geister der Arktis. Karliczek begibt sich in dieser Dokureihe unter anderem auf die Suche nach Eishaien und Narwalen.
Für den Film Unter Orcas gewann sie 2025 den deutschen Meeresfilmpreis des CineMare Filmfestivals.
Christina Karliczek Skoglund wohnt mit ihrem Mann und ihren zwei Kindern in Schweden.

## Filmografie
- 2009: Eisbären können nicht weinen – Die Arktis im Klimawandel
- 2017: Wildes Neuseeland – Im Reich der Extreme
- 2018: Terra Mater – Die Top Hits der Tiere
- 2019: Sea Fever
- 2020: Haie eiskalt!
- 2021: Prostitution: Kein Job wie jeder andere (Kamera)
- 2024: Geister der Arktis
- 2025: Unter Orcas